# Franz Xaver Chwatal
Franz Xaver Chwatal (19. června 1808 Rumburk – 24. června 1879 Bad Salzelmen) byl český pianista, hudební skladatel a pedagog.

## Život
Franz Xaver Chwatal se narodil 19. června 1808 v severočeském Rumburku jako syn stavitele a opraváře varhan. V dětství oslepl na jedno oko. Již záhy projevoval hudební nadání, poprvé veřejně vystoupil v devíti letech. V mládí vystudoval klavírní hru v Praze, okolnosti jeho dalšího studia nejsou známé. V letech 1822–1835 žil v německém Merseburgu, kam odjel za svým bratrem Josefem, a živil se zde jako učitel hudby a pianista, publikoval zde také své první kompozice. Od roku 1835 až do své smrti byl soukromým učitelem hudby v Magdeburgu. Od začátku roku 1850 provozoval Chwatal se svým kolegou Christianem Friedrichem Ehrlichem (1807–1887) Institut pro společnou výuku klavírní hry (Institute für gemeinschaftlichen Clavierunterricht). Jejich klavírní škola se v německy mluvících zemích těšila značné oblibě. Chwatal byl úspěšným a žádaným skladatelem zábavné, zpravidla technicky nenáročné a instruktivní klavírní hudby. Již za svého života byl obviňován z toho, že vytváří lacinou masovou produkci, která se podbízí vkusu publika. Robert Schumann Chwatalovy kompozice blahosklonně označoval jako "salonní hudbu" (“Stübchenmusik”). Chwatalův bratr Josef pak vedl v Merseburgu firmu Chwatal & Sohn, která se zabývala stavbou varhan. Franz Xaver Chwatal zemřel při pobytu v lázních Bad Salzelmen 24. června 1879. V Rumburku byla v roce 1931 po tomto hudebníkovi pojmenována ulice "Franz Xaver Chwatal Strasse".

## Dílo
Chwatal složil téměř 700 skladeb (z toho 272 tištěných). Jedná se o různé operní melodie, parafráze a fantazie, polky či drobné salonní skladby a etudy pro klavír. Největších úspěchů dosáhla skladba pro sbor Zpěv noční, resp. Nacht, o Nacht, du heilge Nacht na text Wilhelmine von Chezy, která byla populární i v Paříži a Manchesteru. Oblíbená byla také Vánoční symfonie pro dětské nástroje a četné liedertaflovské sbory. Jako hudební pedagog potom Chwatal napsal též dvě klavírní školy a Průvodce klavírní literaturou. Nejhranější Chwatalovou skladbou je dodnes živá hudební hříčka známá jako "Little Playmates".
- Historischer Notizkalender für Musiker und Musikfreunde (1861)
- Methodisch geordnete Pianoforte-Schule, op. 92
- Praktische Elementar-Pianoforteschule, op. 135
- Alpenklänge. Miniatur-Bilder für das Pianoforte
- Nacht, o Nacht, du heilge Nacht (český překlad: Zpěv noční)
- Treue Liebe-Serenada
- Paraphrase über ein böhmisches Volkslied
- Eine heitere Schlittenpartie C dur, op. 193
- Musikalisches Blumen-Gärtchen : eine Reihe leichter und ausprecheuder Rondinos, Variationen, Bagatellen etc. : über beliebteste Themas für das Pianoforte, op.68